# HD148117
HD148117 — хімічно пекулярна зоря спектрального класу
A7 й має видиму зоряну величину в смузі V приблизно 10,7.

## Пекулярний хімічний склад
Зоряна атмосфера HD148117 має підвищений вміст 
Si
.